# Колесник Петро Йосипович
Колесник Петро Йосипович (28 січня 1905,  Баришівка, Переяславський повіт, Полтавщина, тепер смт Київської області — 9 серпня 1987) — український письменник.
Жертва сталінського терору.

## Біографія
Народився в сім'ї шевця. Початкову освіту здобув у земській школі. Працюючи робітником на Баришівській торфорозробці, 1924 р. без відриву від виробництва закінчив середню школу. Одночасно вів громадсько-політичну роботу: був членом районної комісії комітету незаможних селян (КНС), пропагандистом у клубі торф'яників. За направленням районного КНС навчався в Київському інституті народної освіти, закінчив аспірантуру (1931). Працював науковим співробітником Інституту літератури АН УРСР, викладачем обласної партійної школи, кооперативного, медичного та театрального інститутів, був доцентом Київського державного університету, виконував обов'язки відповідального редактора журналу «Молодняк».
У 1934 році брав активну участь в цькуванні професора Київського університету Миколи Зерова, виступив із наклепницькою статтею «Плач Ярославни, або Агонія буржуазно-націоналістичної камени» (журнал «За марксо-ленінську критику», 1934 рік, № 4).

### Заслання
Як стверджував письменник, за доносами провокаторів 12 червня 1937 р. його заарештували, звинувачуючи в тому, що він був членом контрреволюційної націоналістичної організації і «вів шкідницьку роботу серед письменницької молоді», пропагував націоналізм. «Особлива трійка» НКВС Київської області позбавила письменника волі на 10 років. Покарання відбував у Печорських виправно-трудових таборах.
Повернувся Колесник у рідні краї в 1947 р. Працював над докторською дисертацією про творчість Івана Франка. Та 4 лютого 1949 р. його знову заарештовують. Звинувачення ті ж самі. Цього разу йому «подарували» лише адміністративну висилку в Красноярський край. Там, у Єнісейську, 4 роки працював робітником на будівництві, 2 роки — викладачем російської мови і літератури та креслення в технікумі. В серпні 1954 р. письменник повернувся із заслання.

### Виправдання
Військовий трибунал Київського військового округу 30 вересня 1955 р. скасував попередні вироки і справу припинив через відсутність складу злочину. Петра Колесника поновили на науковій роботі в Інституті літератури АН УРСР, де він працював професором-консультантом. 1970 р. вийшов на пенсію.

## Творчість
Перші вірші, рецензії, літературно-критичні статті Колесник видрукував у студентському журналі «Молоді загони», потім виступав у газетах «Пролетарська правда», «Літературна газета», журналах «Молодняк», «Життя й революція», «Глобус», «За марксистсько-ленінську критику», «Літературна критика» та ін.
Він автор досліджень:
- «Валеріан Підмогильний. Критичний нарис» (1931)
- «Іван Франко. Коротка біографія» (1956)
- «Син народу. Життя і творчість Івана Франка» (1957)
- «Безсмертний Кобзар» (1961)
- «Коцюбинський — художник слова»
- «Іван Франко. Літературний портрет»
- «Fata-morgana» М. Коцюбинського" (1964)
- «Іван Франко. Біографічний нарис» (1966)
- «Степан Руданський. Літературний портрет» (1971)

романів:
- «Боротьба» (1932)
- «На фронті сталися зміни» (1935)
- «Терен на шляху» (1959)
- «Поет під час облоги» (1980);

один з авторів 5-го тому «Історії української літератури» у восьми томах (1968).
Петро Колесник був членом літературних організацій «Молодняк», ВУСПП, СП СРСР з 1934 р.

## Різне
Двоюрідний прадід композитора і журналіста Романа Коляди.